# TOY (토이의 음반)
《TOY》 또는 《내 마음 속에》는 작곡가 유희열과 서울음반, 하나음악, 동아기획 등에서의 엔지니어 경력이 있는 윤정오가 결성한 대한민국의 음악 그룹 토이의 데뷔앨범이다.
수록곡 중 〈햇빛 비추는 날〉은 김장훈의 1집에 수록됐던 곡이다.

## 수록곡
| #             | 제목                                                  | 작사          | 작곡          | 보컬                          | 재생 시간 |
| ------------- | ----------------------------------------------------- | ------------- | ------------- | ----------------------------- | --------- |
| 1.            | 〈어린날〉                                            | 유희열        | 유희열        | 조규찬, 토이                  | 4:04      |
| 2.            | 〈내 마음 속에〉                                      | 유희열        | 유희열        | 조규찬, Narration Rap: 유희열 | 4:38      |
| 3.            | 〈이젠 웃어봐〉                                       | 윤정오        | 윤정오        | 토이                          | 6:33      |
| 4.            | 〈내가 너의 곁에〉                                    | 유희열        | 유희열        | 박상균                        | 4:18      |
| 5.            | 〈세검정 part 1 - 세검정 밤하늘 part 2 - 동네친구들〉 |               | 유희열        | 유희열                        | 4:32      |
| 6.            | 〈널 잊게 된 날부터〉                                 | 윤정오        | 윤정오        | 장필순                        | 4:57      |
| 7.            | 〈In Your Face〉                                      | 유희열        | 유희열        | 김정호                        | 6:21      |
| 8.            | 〈바보같이 나는〉                                     | 유희열        | 유희열        | 유희열                        | 4:56      |
| 9.            | 〈햇빛 비추는 날〉                                    | 유희열        | 유희열        | 유희열                        | 4:54      |
| 10.           | 〈Good Night〉                                        |               | 유희열        |                               | 1:55      |
| 총 재생 시간: | 총 재생 시간:                                         | 총 재생 시간: | 총 재생 시간: | 총 재생 시간:                 | 47:08     |

## 참여
이 목록은 해당 앨범의 부클릿 〈staff〉목록에서 발췌하였다.
| 토이 - 유희열 - 프로듀서, 신시사이저(1, 5, 7, 9), 하모니카(1), 코러스(1, 3, 8, 9), 신시사이저 프로그래밍(2, 4, 8), 전자 피아노(3), 디스토션 기타(4), 피아노(5, 7, 9, 10), 멜로디언(5, 9), 아코디언(5), 무그 신시사이저(5, 9), 타악기(7, 9), 베이스 기타(9), 스틸 기타(9) - 윤정오 - 프로듀서, 신시사이저 프로그래밍(2, 6, 8), 드럼(9), 타악기(9), 녹음, 믹싱 스탭 - 조원익 - 이그제큐티브 프로듀서 - 배명식 - 매니지먼트 - 이관용 - 디자인, 사진 | 참여 음악인 - 조규찬 - 아카펠라(1) - 윤경로 - 전기 기타(1, 7, 8) - 김영석 - 드럼(1, 5 part 2, 7, 8, 10), 심벌즈 오버더빙(4) - 김원용 - 색소폰(2, 7) - 이정식 - 색소폰(4) - 조동익 - 베이스 기타(4, 5 part 2, 6~8, 10), 타악기(6) - 손진태 - 기타(4) - 김문선 - 코러스(4, 8) - 이병우 - 스틸/전기 기타(5 part 1) - 조삼희 - 나일론 기타(5 part 1) - 장필순 - 코러스(6) - 박용준 - 건반(6), 전자 피아노(7) - 김정호 - 코러스(7, 8) - 김광민 - 피아노 솔로(7) - 최일민 - 기타 솔로(8) |